# ジョン・C・H・フェイ
費 景漢（ひ けいかん、ウェード式：Fei Ching-Han、英名：ジョン・チン・ハン・フェイ、John Ching Han Fei、1923年3月11日 – 1996年7月19日）は、アメリカ合衆国の経済学者。開発経済学の分野における先駆的な研究で知られ、特にアジア経済の発展に関する理論的・政策的な貢献により国際的に評価された。

## 略歴
1923年に中華民国・北京市で生まれる。1945年に燕京大学を卒業後、家族とともにアメリカ合衆国へ渡る。1948年にワシントン大学で経済学修士号を、1952年にマサチューセッツ工科大学（MIT）で博士号（Ph.D.）を取得。
その後、マサチューセッツ工科大学、アンティオーク大学、ワシントン大学、コーネル大学などで教鞭をとり、コーネル大学ではカール・マークス経済学講座教授を務めた。1962年からはイェール大学経済学部およびイェール経済成長センターの主要メンバーとして活躍し、約30年間にわたって研究と教育に従事した。

## 業績
フェイは、グスタフ・ラニス（Gustav Ranis）との共著による『Development of the Labor Surplus Economy: Theory and Policy』（1964年）により、開発経済学における新たな議論を切り開いたことで知られる。この書籍では、発展途上国における経済発展の過程を理論的に説明するフェイ＝ラニス・モデルを展開しており、農村における余剰労働力が都市に流入し賃金を低水準に抑制する二重経済の構造的課題を理論的に分析し、多くの研究と政策立案に影響を与えた。
生涯で5冊の著書と70以上の学術論文を執筆し、台湾をはじめとする各国の経済政策に助言を与えた。台湾政府には数十年にわたり政策顧問として関与し、晩年には中華経済研究院（Chung-Hua Institution for Economic Research）の理事長を務めたほか、中華民国総統の個人顧問にも任命された。その功績により、台湾政府は彼の死去に際して国葬を執り行った。

## 教育者として
「明快かつ熱意あふれる講義」で知られ、フェイの教えを受けた学生の中には、後に国家指導者となった者もいる。例としては、中華民国（台湾）の総統である李登輝や、メキシコの大統領であるエルネスト・セディージョなどが挙げられる。1972年には、中華民国の中央研究院の院士に選出された。また、アメリカ合衆国国際開発庁（USAID）および国家計画協会（National Planning Association）の顧問も務めた。

## 私生活
妻のアリス・L.H.・フェイ（Alice L.H. Fei、張立和）との間に子はおらず、前妻の盛冬嘉との間に3人の息子（ジャック、アルバート、カルヴィン）と4人の孫がいる。1996年7月19日、台北市にて心肺不全のため死去。享年73歳。